# Tchernivtsi
Tchernivtsi ou Chernivtsi (em ucraniano:  Чернівці; em romeno:  Cernăuți; em alemão:  Czernowitz; em polonês/polaco:  Czerniowce; em russo:  Черновцы; Yiddish: טשערנאוויץ) é a capital do oblast de Tchernivtsi no sudoeste da Ucrânia. A cidade está situada às margens do rio Prut, um afluente do rio Danúbio, no norte da região histórica da Bucovina, que atualmente está dividida entre Romênia e Ucrânia. De acordo com o censo de 2001, a população da cidade era de 240 600.